# Diane Varsi
Diane Varsi (ur. 23 lutego 1938, zm. 19 listopada 1992) – amerykańska aktorka filmowa i telewizyjna.

## Filmografia
seriale
- 1956: Playhouse 90 jako Lurene Dawson
- 1961: Doktor Kildare
- 1971: Cannon jako Pani Hill

film
- 1957: Peyton Place jako Allison MacKenzie
- 1959: Bez emocji jako Ruth Evans
- 1970: Krwawa mamuśka jako Mona Gibson
- 1977: Nigdy nie obiecywałem ci ogrodu pełnego róż jako Sylvia

## Nagrody i nominacje
Za rolę Allison MacKenzie w filmie Peyton Place została nominowana do Oscara.